# Doug Ohlson
Douglas Dean Ohlson (Cherokee (Iowa), 18 de noviembre de 1936 – 29 de junio de 2010) fue un artista abstracto estadounidense, especializado en figuras geométricas.

## Biografía
Ohlson estudió en el Universidad Bethel antes de servir en el cuerpo de Marines. Después de completar el servicio militar, fue a la Universidad de Minnesota, donde se licenció en arte en 1961. Desde allí se trasladó a Nueva York, donde intentó completar sus estudios en el Hunter College bajo la tutela del escultor Tony Smith, pero abandonó la escuela cuando ya no podía pagar la matrícula. A pesar de ello, trabajó como asistente de Smith y comenzó a dar clases en Hunter College en 1964.
Los primeros trabajos de Ohlson fueron recogidos en un exposición de otros artistas gracias al crítico de arte E. C. Goossen en el Hudson River Museum bajo el título "8 Young Artists" en 1964. Su primera exposición en solitario fue un año después en el Fischbach Gallery. Goossen también incluyó piezas de Ohlson en la exposición de 1968 "The Art of the Real: 1948-1968" en el MoMA que estaba dedicada al desarrollo del arte geométrico en los Estados Unidos. Las formas geométricas definidas y repetidas eran características de su primera pintura, que fueron descritas por Goossen como la representación de "amaneceres rosados y verdes amarillentos, mediodías azules y puestas de sol rojo-naranja que se deslizan rápidamente de púrpura a negro". La hipótesis es que la experiencia de Ohlson creciendo y trabajando largas jornadas en la granja de la familia le dio una pasión única por el color. Ohlson fue reconocido con la Beca Guggenheim de 1968.
Sus trabajos en la década de los 70 y 80, a menudo presentado en Susan Caldwell Inc., tenía antecedentes característicamente más duros. Su trabajo posterior se exhibió en numerosas exposiciones individuales en la Galería Andre Zarre, además de charlas de su trabajo en el Bennington College y en el Hunter College, donde dio clases durante 35 años. Sus trabajos están incluidos en las colecciones del Museo Brooklyn, el MoMa y el Museo Whitney de Arte Estadounidense.
Ohlson murió el 28 de junio de 202 a los 73 años después de tener un ataque cardíacos en su apartamento de Manhattan. Vivía con su segunda esposa, Michele Toohey, después de haberse divorciado de la también pintora Jane Kaufman.